# Нотасалга (Алабама)
Нотасалга (енгл. Notasulga) град је у америчкој савезној држави Алабама. По попису становништва из 2010. у њему је живело 965 становника.

## Демографија
Према попису становништва из 2010. у граду је живело 965 становника, што је 49 (5,3%) становника више него 2000. године.
| Група             | 2000.       | 2010.       |
| Белци             | 605 (66,0%) | 627 (65,0%) |
| Афроамериканци    | 297 (32,4%) | 321 (33,3%) |
| Азијати           | 0 (0,0%)    | 1 (0,1%)    |
| Хиспаноамериканци | 7 (0,8%)    | 8 (0,8%)    |
| Укупно            | 916         | 965         |